# Orange (Francie)
Orange je francouzské město v departmentu Vaucluse na řece Eygues v údolí Rhôny v jihovýchodní Francii.
Město se nachází 21 km severně od Avignonu a čítá zhruba 30 000 obyvatel. Počátky města sahají až do přelomu letopočtu pod jménem Arausio. Pro svou historickou hodnotu bylo město v roce 1981 zapsáno na Seznam světového dědictví UNESCO.

## Historie
Roku 105 př. n. l. v krvavé bitvě u Orange porazili Kimbrové a Teutoni římské vojsko.
Od roku 350 do roku 1801 bylo Orange sídlem biskupství a roku 529 se zde konala Oranžská synoda, na níž se uzavřel semipelagiánský spor mezi Janem Kassiánem a Vincencem z Lerina. V 16. století připadlo Oranžské knížectví vlámskému rodu Nasavských a odtud se jmenoval i Vilém I. Oranžský a další.
Roku 1713 připadlo Orange po Utrechtském míru Francii.
V roce 1794 bylo v době revolučního běsnění popraveno gilotinou 32 jeptišek. Důvodem rozsudku bylo odmítnutí přísahat na novou revoluční ústavu.

### Vývoj obyvatelstva
| Rok                                               | 1962   | 1968   | 1975   | 1982   | 1990   | 1999   | 2006   |
| ------------------------------------------------- | ------ | ------ | ------ | ------ | ------ | ------ | ------ |
| Obyvatelstvo                                      | 19 912 | 24 562 | 25 371 | 26 499 | 26 964 | 27 989 | 29 859 |
| Zdroj: INSEE, pro rok 2006 Les communes de France |        |        |        |        |        |        |        |

## Pamětihodnosti
- V centru města stojí římské divadlo z 1. století, které se považuje za nejlépe zachované na světě, protože se zde zachovala i budova scény (scaena), dlouhá 103 m a vysoká 38 m. Z ekonomických a statických důvodů bylo divadlo postaveno do svahu kopce. Za tímto účelem musely být některé chodby vyraženy přímo do skály. Po pádu Římské říše byla budova, jako většina antických budov, využívána jako kamenolom. Během Francouzské revoluce sloužily části divadla jako vězení, kde byli uvězněni nepřátelé revoluce. Roku 1824 zde započaly restaurátorské práce a od roku 1869 je divadlo využíváno ke koncertům a divadelním představením. V současnosti se do divadla vejde 7 000 diváků, v římské době je však mohlo navštívit až 10 000 diváků. Z původního římského hlediště se zachovaly první tři řady sedadel pro diváky. Byly také zrestaurovány trosky 3,55 m vysoké sochy císaře Augusta, jejíž kopie zdobí stěnu jeviště.
- Římský kamenný oblouk, mylně označovaný jako „vítězný“, je také z doby císaře Augusta a byl podle nápisů postaven při založení města. Je 19 metrů široký a 18 m vysoký se třemi branami a zbytky bohaté sochařské výzdoby.
- Zříceniny římského gymnázia z 1. století ve starém městě severně od divadla.
- Katedrála P. Marie Nazaretské z let 1083–1126 je románská jednolodní stavba s věží, za náboženských válek silně poškozená a potom přestavěná.
- Muzeum umění a historie stojí naproti římskému divadlu a vystavuje archeologické nálezy i obrazy a sochy.

### Galerie

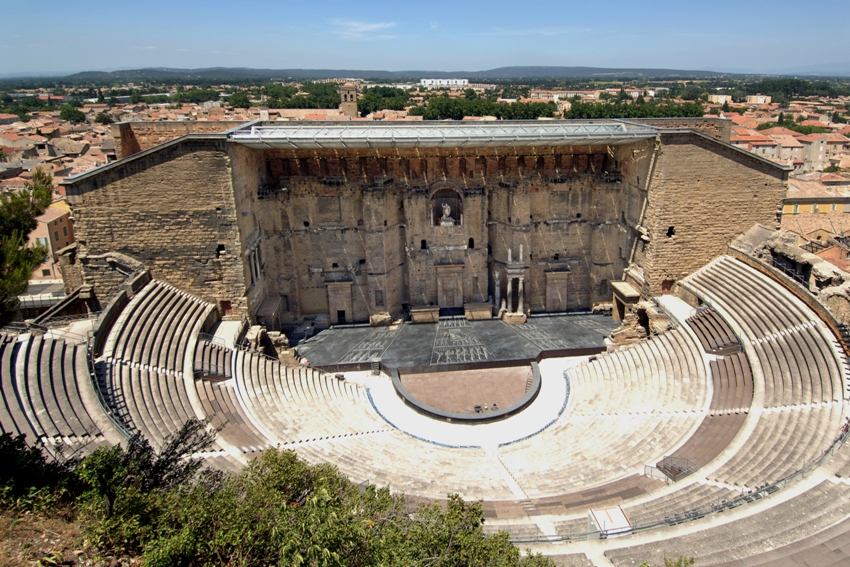
Římské divadlo
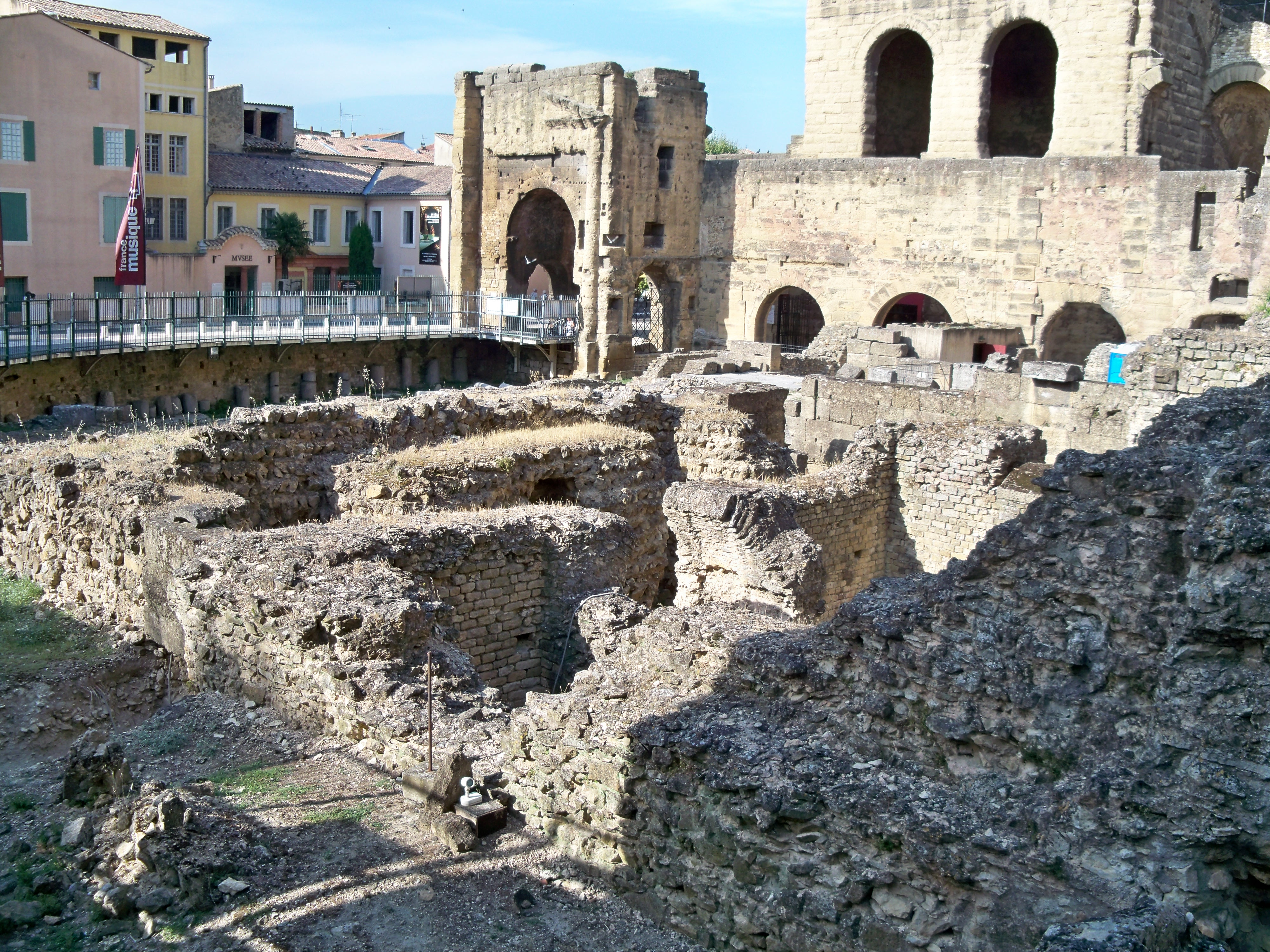
Římské gymnázium
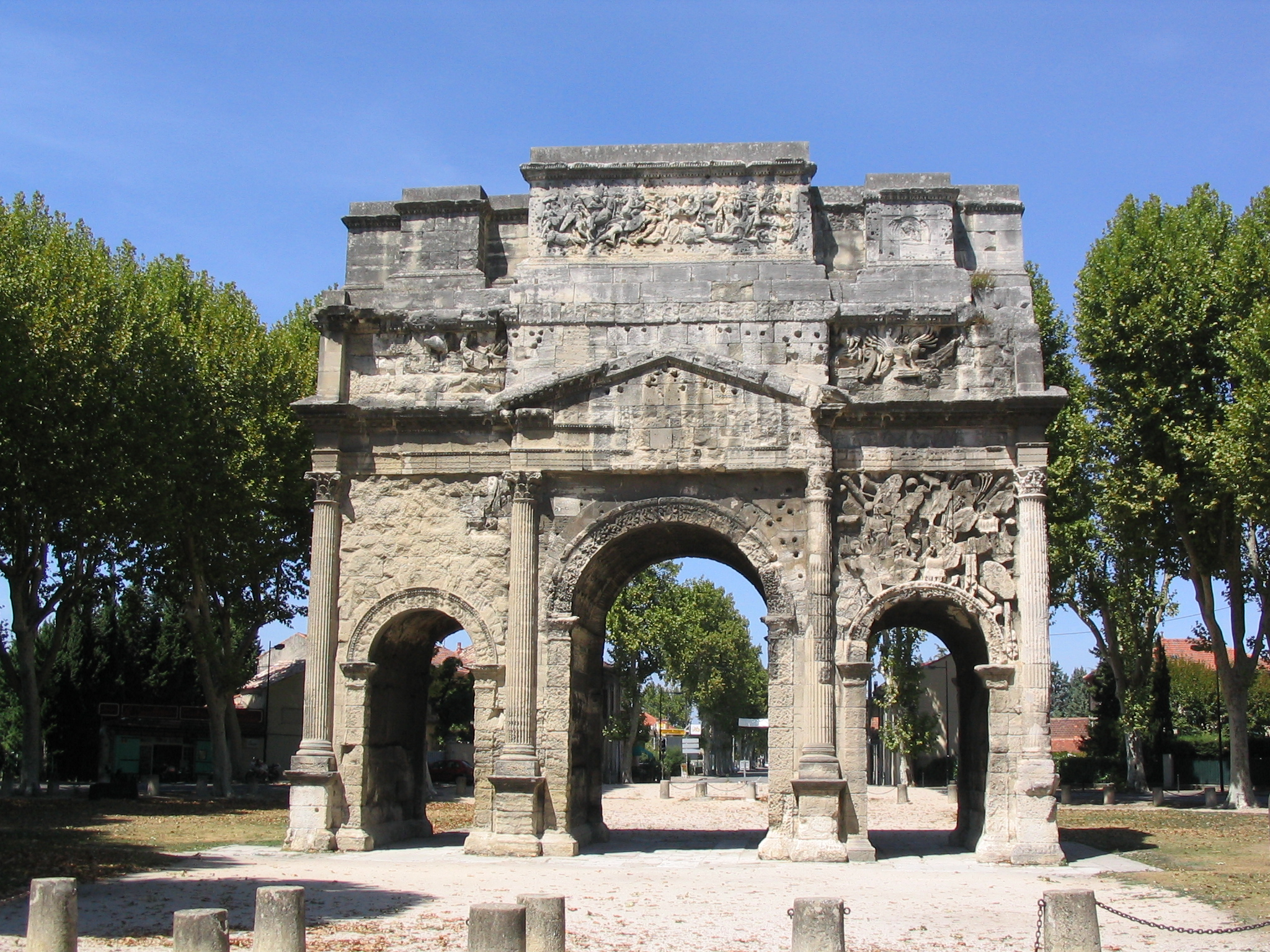
Pamětní oblouk z let 10–20 n. l.
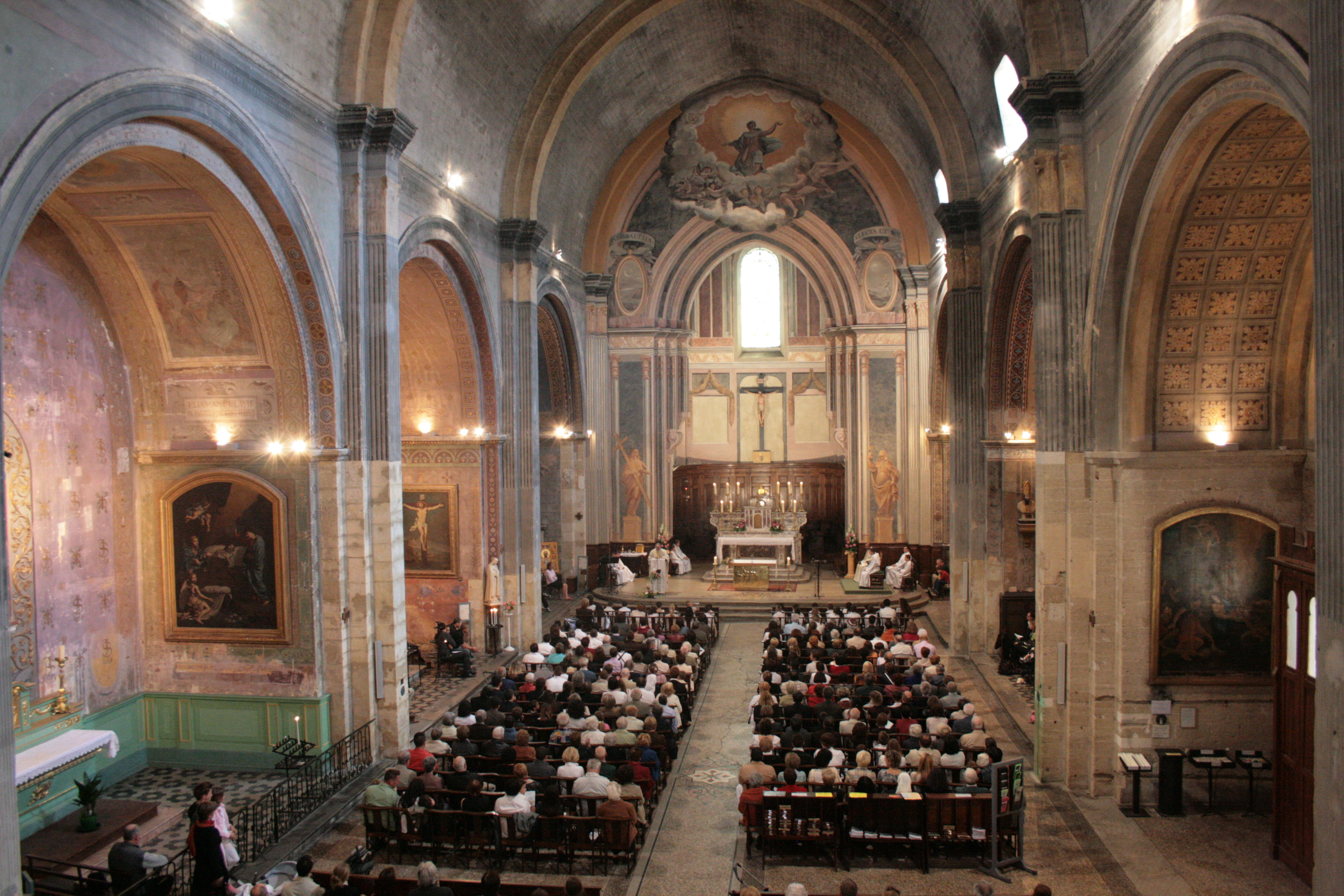
Katedrála P. Marie, vnitřek

## Partnerská města
- Breda, Nizozemsko
- Byblos, Libanon
- Diest, Belgie
- Dillenburg, Německo
- Jarosław, Polsko
- Kielce, Polsko
- Rastatt, Německo
- Spoleto, Itálie
- Vélez Rubio, Španělsko
- Vyškov, Česko
- Wej-fang, Čína
- Orange, Kalifornie, USA